# フリーデリケ・フォン・ヘッセン＝ダルムシュタット (1752-1782)
フリーデリケ・フォン・ヘッセン＝ダルムシュタット（Friederike von Hessen-Darmstadt, 1752年8月20日 - 1782年5月22日）は、ドイツのヘッセン＝ダルムシュタット方伯家の侯女で、メクレンブルク＝シュトレーリッツ公（のちに大公）カール2世の最初の妻。

## 生涯
ヘッセン＝ダルムシュタット方伯ルートヴィヒ9世の弟ゲオルク・ヴィルヘルムと、ライニンゲン＝ダークスブルク＝ファルケンブルク伯クリスティアン・カール・ラインハルトの娘でブロイヒ（Herrschaft Broich）の女領主であるルイーゼの間の長女として生まれた。全名はフリーデリケ・カロリーネ・ルイーゼ（Friederike Caroline Luise）。
1768年9月18日、メクレンブルク＝シュトレーリッツ公アドルフ・フリードリヒ4世の弟で、当時はハノーファー選帝侯領の総督を務めていたカールと結婚した。夫との間に10人の子供をもうけた後、29歳で早世した。夫はフリーデリケの死後、その妹シャルロッテを後妻に迎えている。

## 子女
- シャルロッテ・ゲオルギーネ・ルイーゼ・フリーデリケ（1769年 - 1818年） - 1785年、ザクセン＝ヒルトブルクハウゼン公フリードリヒと結婚
- カロリーネ・アウグステ（1771年 - 1773年）
- ゲオルク・カール・フリードリヒ（1772年 - 1773年）
- テレーゼ・マティルデ・アマーリエ（1773年 - 1839年） - 1789年、トゥルン・ウント・タクシス侯カール・アレクサンダーと結婚
- フリードリヒ・ゲオルク・カール（1774年）
- ルイーゼ・アウグステ・ヴィルヘルミーネ・アマーリエ（1776年 - 1810年） - 1793年、プロイセン王フリードリヒ・ヴィルヘルム3世と結婚
- フリーデリケ・カロリーネ・ゾフィー・アレクサンドリーネ（1778年 - 1841年） - 1793年にプロイセン王子ルートヴィヒと結婚、1798年にゾルムス＝ブラウンフェルス侯子フリードリヒ・ヴィルヘルムと再婚、1815年にカンバーランド公・ハノーファー王エルンスト・アウグストと三度目の結婚
- ゲオルク・フリードリヒ・カール・ヨーゼフ（1779年 - 1860年） - メクレンブルク＝シュトレーリッツ大公
- フリードリヒ・カール・フェルディナント（1781年 - 1783年）
- アウグステ・アルベルティーネ（1782年）